# Kap Morris Jesup
Kap Morris Jesup – przylądek na Ziemi Peary’ego, będący najbardziej na północ wysuniętym punktem Grenlandii. Znajduje się 710 km od geograficznego bieguna północnego. Robert Peary dotarł tam w 1900 roku, uważając go za najdalej na północ wysunięty skrawek lądu. W rzeczywistości znajduje się on w niewielkiej odległości na południe od najbardziej na północ wysuniętego punktu – wyspy Kaffeklubben. Nazwa przylądka pochodzi od nazwiska amerykańskiego bankiera Morrisa Ketchuma Jesupa, który finansował niektóre wyprawy Roberta Peary’ego.